# Slowakischer Kröpfer

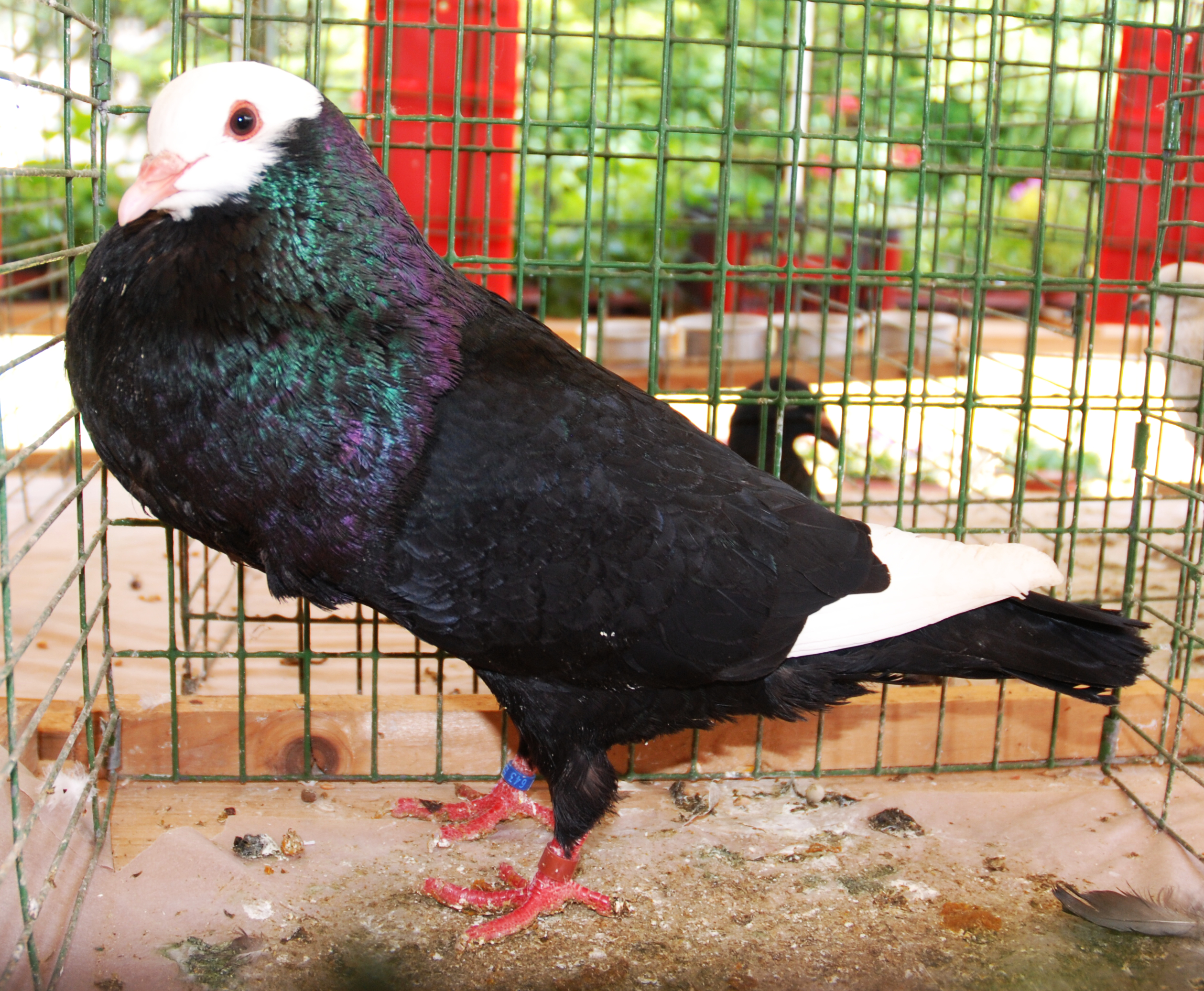
Schwarzer Slowakischer Kröpfer

Der Slowakische Kröpfer ist ein relativ kurzer, kräftiger Weißkopfkröpfer mit aufgerichteter Haltung und birnenförmigem Blaswerk. Die urwüchsige Kropftaube stammt aus den Bezirken Myjava, Nové Mesto nad Váhom und Piestany der Westslowakei und lässt sich auf den ursprünglichen Typ der Mitteleuropäischen Kropftaube zurückführen. Er zählt zur Gruppe jener vitalen Kröpfer, die einst abschätzig als Bauernkröpfer bezeichnet wurden. Mit seiner hohen Fruchtbarkeit, dem guten Aufzuchtvermögen der fürsorglichen Eltern und seiner Flugfähigkeit gilt er noch heute als gute Wirtschaftstaube.

## Verbreitung
Der Slowakische Kröpfer wird fast im ganzen Gebiet der Westslowakei gezüchtet, weniger verbreitet ist er auch in der Mittel- und Ostslowakei und in Tschechien. Der Slowakische Kröpfer kam in den 1960er Jahren in die DDR, ist in Deutschland und Österreich aber nur selten anzutreffen.
Der Polnische Weißkopfkröpfer (polnisch Bialoglowska) entspricht weitgehend dem Slowakischen Kröpfer, wird aber nur in Polen gezüchtet.

## Standard

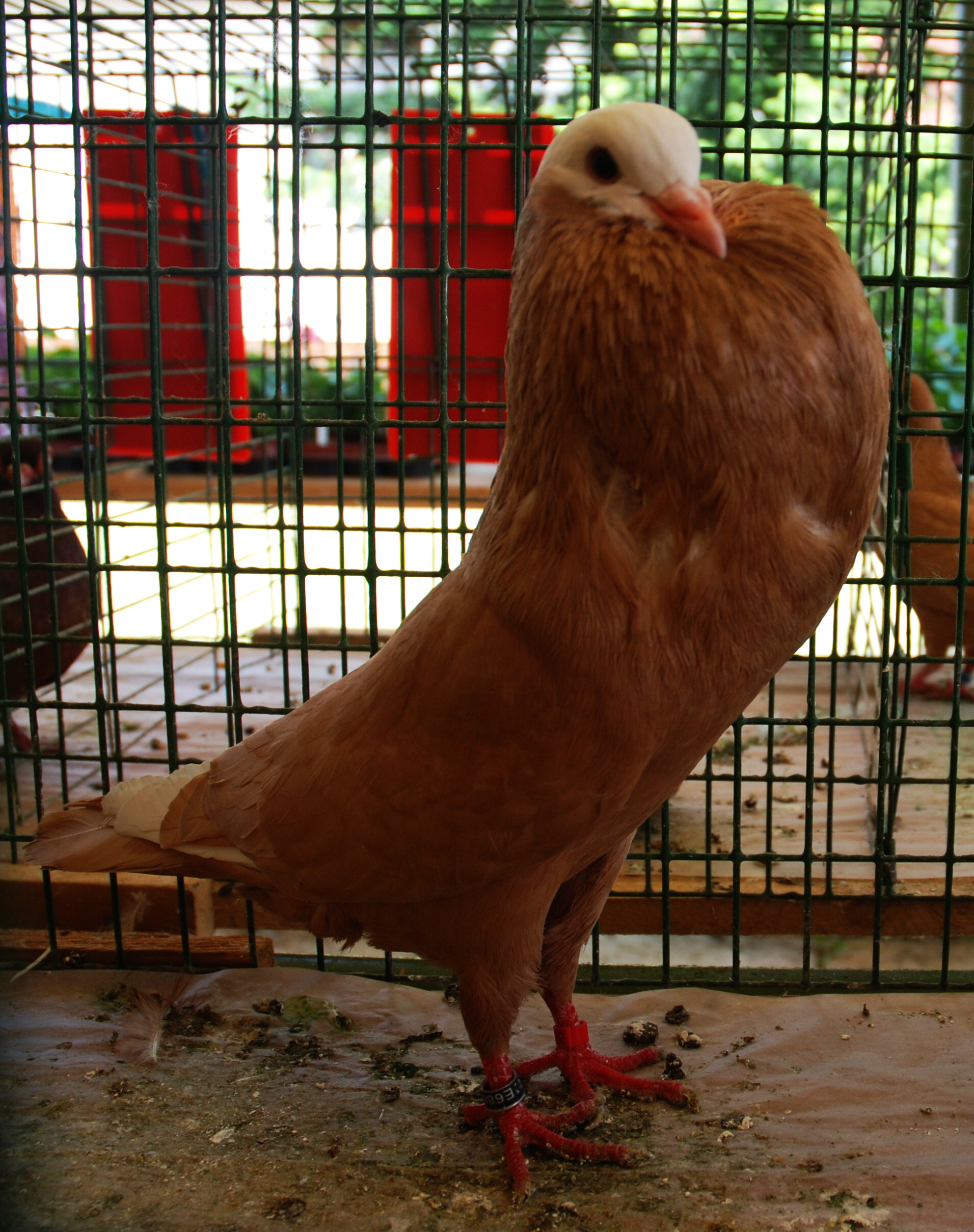
Gelber Slowakischer Kröpfer

Die Rassetaube wurde mit der Nummer 322 in der EE-Liste der Rassetauben des europäischen Zuchtverbandes aufgenommen. Standardbestimmend ist der slowakische Verband.
Die Slowaken stehen aufrecht und wirken infolge der kurzen Hinterpartie kompakt. Der Kopf ist länglich rund mit gewölbter, leicht ansteigender Stirn. Die dunklen Augen werden von einem schmalen rötlichen Augenrand umgeben. Der Schnabel ist mittellang, kräftig und breit angesetzt, die Schnabelwarzen sind nur wenig entwickelt und weiß gepudert.
Der Hals ist mittellang mit birnenförmigem, mittelgroßem Blaswerk ohne Taille. Brust und Schultern sind breit und gut entwickelt. Der Rücken fällt in einem Winkel von 45° leicht nach hinten ab.
Die Flügel des Kröpfers liegen dicht am Körper an und ruhen auf dem Schwanz, erreichen das Schwanzende aber nicht. Der Schwanz selbst ist mittellang, geschlossen und bildet mit dem Rücken eine Linie.
Die Läufe sind mittellang, kräftig und unbefiedert.
Slowaken werden in einer Art Mönchzeichnung gezüchtet: bei farbigem Grundgefieder sind Kopf und Schwingen weiß. Am Kopf soll das weiße Gefieder bis etwa fünf Millimeter unterhalb der Augen und zehn Millimeter unterhalb des Schnabels verlaufen. Außerdem sind vier bis acht der äußeren Handschwingen weiß. Die nachfolgenden Farbenschläge werden im Europastandard anerkannt:
| ohne Binden          | mit Binden                  | gehämmert           | mit weißen Binden          | weißgeschuppt           | getigert           |
| -------------------- | --------------------------- | ------------------- | -------------------------- | ----------------------- | ------------------ |
|                      | Blau mit schwarzen Binden   | Blaugehämmert       | Blau mit weißen Binden     | Blau, weißgeschuppt     | Blaugetigert       |
| Blaufahl ohne Binden | Blaufahl mit dunklen Binden | Blaufahl, gehämmert | Blaufahl mit weißen Binden | Blaufahl, weißgeschuppt | Blaufahl, getigert |
|                      |                             |                     | Hellblau mit weißen Binden | Hellblau, weißgeschuppt |                    |
|                      |                             |                     |                            |                         | Braungetigert      |
| Gelb                 |                             |                     | Gelb mit weißen Binden     | Gelb, weißgeschuppt     | Gelbgetigert       |
|                      |                             | Gelbfahl, gehämmert |                            |                         |                    |
|                      |                             |                     | Isabell mit weißen Binden  |                         |                    |
| Rot                  |                             |                     | Rot mit weißen Binden      |                         | Rotgetigert        |
|                      |                             | Rotfahl, gehämmert  |                            |                         |                    |
| Schwarz              |                             |                     | Schwarz mit weißen Binden  | Schwarz, weißgeschuppt  | Schwarzgetigert    |
| Silber               |                             |                     |                            |                         |                    |

## Weiterführende Informationen und Nachweise